# Comuna de Świerzawa
Świerzawa (polaco: Gmina Świerzawa) é uma gminy (comuna) na Polónia, na voivodia de Baixa Silésia e no condado de Złotoryjski. A sede do condado é a cidade de Świerzawa.
De acordo com os censos de 2004, a comuna tem 7890 habitantes, com uma densidade 49,5 hab/km².

## Área
Estende-se por uma área de 157,72 km², incluindo:
- área agricola: 63%
- área florestal: 30%

## Demografia
Dados de 30 de Junho 2004:
|                      | Total   | Total | Mulheres | Mulheres | Homens  | Homens |
| -------------------- | ------- | ----- | -------- | -------- | ------- | ------ |
|                      | pessoas | %     | pessoas  | %        | pessoas | %      |
| População            | 7890    | 100   | 4004     | 50,7     | 3886    | 49,3   |
| Densidade (pop./km²) | 49,5    | 100   | 25,1     | 25,1     | 24,4    | 24,4   |

De acordo com dados de 2002, o rendimento médio per capita ascendia a 1242,57 zł.

## Subdivisões
- Biegoszów, Dobków, Gozdno, Lubiechowa, Nowy Kościół, Podgórki, Rzeszówek, Rząśnik, Sędziszowa, Stara Kraśnica, Sokołowiec.

## Comunas vizinhas
- Bolków, Janowice Wielkie, Jeżów Sudecki, Męcinka, Pielgrzymka, Wleń, Złotoryja